# Rüdiger Rossig
Rüdiger Rossig (* 26. August 1967 in Mannheim) ist ein deutscher Journalist und Gitarrist.

## Leben
In den späten 1980er Jahren wurde er Freier Mitarbeiter des Mannheimer Morgen. Er studierte Balkanologie und Soziologie an der Freien Universität Berlin. Daneben arbeitete er bei der taz, wo er von 1993 bis 2018 als Autor und Redakteur beschäftigt war. Von 1995 bis 1998 war er Mitarbeiter von UNO und OSZE in Zagreb und Sarajevo. Von 2008 bis 2015 war er Senior Editor von The Atlantic Times, The German Times und weiteren Zeitungen der Times Media.
Rossig publizierte – neben seiner Tätigkeit bei der taz – in verschiedenen deutsch-, bosnisch/kroatisch/serbischen- und englischsprachigen Medien wie Deutsche Welle, Vreme oder Zeit.
Von 2018 bis 2020 war er Leiter des Bereichs Bosnisch, Kroatisch, Serbisch der Deutschen Welle., seitdem ist der Chef vom Dienst (CvD) der DW-Hauptabteilung "Programs for Europe".
Er ist Gitarrist der Berliner Ska-Band Blechreiz.

## Werke

### (Ex-)Jugos
2008 erschien sein Buch (Ex-)Jugos. Junge MigrantInnen aus Jugoslawien und seinen Nachfolgestaaten in Deutschland (ISBN 978-3-940213-46-4) im Verlag des Archiv der Jugendkulturen (Berlin). Thema ist die Alltagskultur von in Deutschland lebenden Menschen mit jugoslawischem Migrationshintergrund, auch unter dem Gesichtspunkt der verschiedenen Musikstile von Punk bis Turbo-Folk zugeordneten Subkulturen.
Das Buch wurde von zahlreichen in- und ausländischen Medien rezensiert, unter anderem in der Frankfurter Rundschau, in Der Tagesspiegel, Vesti sowie im Delo (Slowenien).

### Weitere Publikationen
- Laras Geschichte, in: Die Woche, 15. Juni 1995, S. 18f
- (mit Heiko Hänsel): Das Muster des Krieges, in: die tageszeitung, 24. März 2001
- „Alle Künstler sind Diebe“. Interview mit Goran Bregović, in: die tageszeitung, 9. Mai 2009
- (mit Boris Žujko): Singen für den Kriegsverbrecher. An allen Fronten kämpft der Regisseur Emir Kusturica für Großserbien – jetzt kam es beim Filmfestival von Antalya zum Eklat, in: Die Zeit, 21. Oktober 2010, S. 54

### Dokumentarfilm
- (mit Zoran Solomun): Bosnien und Kosovo – Europas vergessene Protektorate, 2016, arte[4]